# Haig Minibat
Die Haig Minibat ist ein Segelflugzeug des US-Amateurflugzeugbauers Larry Haig. Es steht ganz in der Tradition der amerikanischen Kleinstsegler für den Amateurbau. Zielsetzung war, die Leistungen des in den USA weit verbreiteten Übungsseglers Schweizer 1-26 zu übertreffen. Zudem sollte die Maschine in einer amerikanischen Standard-Doppelgarage gebaut werden können, wie zum Beispiel auch die ältere Backstrom EPB-1.

## Konstruktion
Die winzige Fledermaus hat eine Spannweite von 7,62 m, die Leermasse beträgt etwa 46 kg und die Zuladung 100 kg. Die Tragfläche war mit einem Hochauftriebs-S-Schlagprofil von A. Liebeck ausgerüstet. Das Profil hat eine runde Nase und eine große Wölbung, was zu einer konkav eingezogenen Flügelunterseite führt. Das Tragflügelprofil, das als eines der ersten mit Computerprogrammen entwickelt worden war, erwies sich als der Hauptgrund für den Misserfolg des Flugzeugs.
Die Minibat ist in ultraleichter Faserverbundbauweise hergestellt. Gesteuert wird über getrennte Höhen und Querruder sowie ein zentrales Seitenruder. Die „Minibat“ kann zwischen 60 und 200 km/h geflogen werden und erreicht eine Gleitzahl von 23. Wahlweise kann die Spannweite mittels Ansteckflächen auf 10 m vergrößert werden, was die Gleitzahl auf 30 verbessert. Optional ist ein kleiner Abschnitt zwischen innerer und äußerer Flügelklappe als Spreiz-Bremsklappe vorgesehen, normalerweise wird die Maschine aber ohne Landehilfen gebaut. Der Bausatz bestand lediglich aus 18 in Formen gebauten GFK-Teilen sowie einem Satz Beschlagteilen.
Vorgesehen war auch der Einbau eines 6 kW starken Kettensägenmotors, der einen kleinen Propeller zwischen der Seitenflosse und dem Seitenruder antreiben sollte. Mit diesem Hilfsantrieb war die Maschine zwar nicht eigenstartfähig, konnte aber die Höhe halten.
Zwar erreichte dieser Kleinstsegler die erwarteten Leistungen (etwa wie die deutsche Ka-8), aber da die Minibat über schwierige Start- und Landeeigenschaften verfügte, wurde sie kein Erfolg. Es wurden nur etwa 50 Bausätze verkauft und für 18 Maschinen Registriernummern vergeben. Davon waren 2011 immer noch zehn registriert. Im März 1981 zierte die abgebildete N44MB das Titelblatt des Soaring Magazine. Insgesamt wurden aber nur wenige Minibats fertig gebaut, von denen vier bei Startunfällen verunglückten. Larry Haig stellte daraufhin seine Tätigkeit als Konstrukteur von Baukasten-Flugzeugen ein.

## Technische Daten
| Kenngröße         | Daten (mit Ansteckflügeln) |
| ----------------- | -------------------------- |
| Besatzung         | 1                          |
| Länge             | 2,84 m                     |
| Spannweite        | 10 m                       |
| Höhe              |                            |
| Flügelfläche      | 7,11 m                     |
| Flügelstreckung   | 14                         |
| Gleitzahl         | 30                         |
| Geringstes Sinken | 0,91 m/s                   |
| Zuladung          | 100 kg                     |
| Leermasse         | 59 kg                      |
| Flächenbelastung  | 22,4 kg/m²                 |